# Death Vigil
Death Vigil — ограниченная серия комиксов, состоящая из 8 выпусков, которую в 2014—2015 годах издавала компания Image Comics под импринтом Top Cow.

## Синопсис
Серия повествует о бессмертных воителях, которые ведут войну со своим заклятым врагом, наращивающим силы.

### Выпуски
| № | Дата выхода      | Оценка на Comic Book Roundup    | Предполагаемый объём продаж (первый месяц) |
| - | ---------------- | ------------------------------- | ------------------------------------------ |
| 1 | 9 июля 2014      | 8,2 из 10 на основе 19 рецензий | 12 832, позиция в Северной Америке — 188   |
| 2 | 13 августа 2014  | 9,3 из 10 на основе 11 рецензий | 7 003, позиция в Северной Америке — 245    |
| 3 | 10 сентября 2014 | 9,4 из 10 на основе 7 рецензий  | 6 308, позиция в Северной Америке — 299    |
| 4 | 8 октября 2014   | 9,3 из 10 на основе 6 рецензий  | н/д                                        |
| 5 | 12 ноября 2014   | 9,4 из 10 на основе 8 рецензий  | 5 612, позиция в Северной Америке — 281    |
| 6 | 28 января 2015   | 9,1 из 10 на основе 8 рецензий  | 5 341, позиция в Северной Америке — 263    |
| 7 | 3 июня 2015      | 9,3 из 10 на основе 8 рецензий  | 5 349, позиция в Северной Америке — 279    |
| 8 | 16 сентября 2015 | 9,7 из 10 на основе 3 рецензий  | н/д                                        |

### Сборники
| Название            | Тип            | Дата выхода     | Собранный материал | Кол-во страниц | ISBN                       | Предполагаемый объём продаж (первый месяц) |
| ------------------- | -------------- | --------------- | ------------------ | -------------- | -------------------------- | ------------------------------------------ |
| Death Vigil, Vol. 1 | Мягкая обложка | 14 октября 2015 | Death Vigil #1-8   | 284            | 978-1632152787, 1632152789 | 1 984, позиция в Северной Америке — 41     |

## Отзывы
На сайте Comic Book Roundup серия имеет оценку 9,2 из 10 на основе 70 рецензий. Джесс Шедин из IGN дал первому выпуску 8 баллов из 10 и написал, что «это хорошее начало для новейшей серии Top Cow». Келли Томпсон из Comic Book Resources посчитала, что дебютный выпуск «возможно, лишён инновационного сюжета, но он удивительно весёлый и очаровательный». Роб Макмонигал из Newsarama поставил первому выпуску 7 баллов из 10 и сравнил его с комиксом Witchblade. Джеки Хенли из Comics Bulletin дала дебюту 2 звезды из 5 и раскритиковала его. Рецензент из Comic Vine вручил первому выпуску 4 звезды из 5 и отмечал «потрясающее оформление» и «забавных персонажей».